# Guerra de Inverno
A  Guerra de Inverno, também conhecida como a Guerra Soviético-Finlandesa ou Guerra Russo-Finlandesa (em finlandês:  talvisota, em sueco:  vinterkriget, em russo:  Зимняя война) foi um conflito entre a União Soviética e a Finlândia. Iniciou-se com a invasão soviética em 30 de novembro de 1939, três meses após o início da Segunda Guerra Mundial, e terminou três meses e meio depois, com o Tratado de Paz de Moscou, em 13 de março de 1940. Apesar de sua força militar superior, especialmente em tanques e aeronaves, a União Soviética sofreu perdas severas e encontrou dificuldade em avançar inicialmente. A Liga das Nações considerou o ataque ilegal e expulsou a União Soviética de sua organização.
Os soviéticos fizeram diversas exigências, incluindo que a Finlândia cedesse territórios fronteiriços em troca de terras em outras áreas, alegando razões de segurança, principalmente para proteger Leningrado, a 32 km da fronteira finlandesa. Quando a Finlândia recusou, os soviéticos invadiram. A maioria das fontes conclui que a União Soviética pretendia conquistar toda a Finlândia, apontando como evidência a criação de um governo comunista finlandês fantoche e os protocolos secretos do Pacto Molotov-Ribbentrop. Outros, no entanto, contestam essa visão. A Finlândia resistiu aos ataques soviéticos por mais de dois meses, infligindo perdas significativas em temperaturas que chegaram a −43 °C. As batalhas concentraram-se principalmente em Taipale, na Istmo da Carélia; em Kollaa, na Carélia Ladoga; e na Estrada Raate, em Kainuu, com combates adicionais em Salla e Pechenga, na Lapônia.
Após os reveses iniciais, os soviéticos reduziram seus objetivos estratégicos e encerraram o governo comunista finlandês fantoche no final de janeiro de 1940, informando ao governo finlandês que estavam dispostos a negociar a paz. Depois de reorganizar suas forças militares e adotar táticas diferentes, os soviéticos renovaram sua ofensiva em fevereiro de 1940 e superaram as defesas finlandesas no Istmo da Carélia. Isso deixou o exército finlandês, no principal teatro de guerra, próximo ao ponto de ruptura, tornando a retirada praticamente inevitável. Consequentemente, o comandante-em-chefe finlandês Carl Gustaf Emil Mannerheim defendeu um acordo de paz com os soviéticos enquanto os finlandeses ainda tinham algum poder de negociação.
As hostilidades cessaram em março de 1940 com a assinatura do Tratado de Paz de Moscou, no qual a Finlândia cedeu 9% de seu território à União Soviética. As perdas soviéticas foram pesadas, e sua reputação internacional foi prejudicada. No entanto, seus ganhos territoriais superaram as exigências pré-guerra, com a anexação de territórios substanciais ao longo do Lago Ladoga e ao norte. A Finlândia manteve sua soberania e fortaleceu sua reputação internacional. O desempenho ruim do Exército Vermelho encorajou o chanceler alemão Adolf Hitler a acreditar que um ataque à União Soviética seria bem-sucedido, reforçando opiniões negativas ocidentais sobre os militares soviéticos. Após 15 meses de Paz Interina, em junho de 1941, a Alemanha iniciou a Operação Barbarossa, marcando o início da Guerra de Continuação entre Finlândia e soviéticos.

## Precedentes
A Finlândia tinha uma longa história de ser parte do reino sueco quando fora conquistada em 1808, tornando-se num estado estabilizante para proteger a então capital russa São Petersburgo. Após a Revolução de Outubro que trouxe um governo soviético ao poder na Rússia, a Finlândia se auto-declarou independente a 6 de dezembro de 1917.
Fortes relações entre a Finlândia e a Alemanha foram fundadas quando o movimento de independência da Finlândia era apoiado pelo Império Alemão durante a Primeira Guerra Mundial. Na subsequente Guerra Civil Finlandesa tropas Jäger finlandesas treinadas pelos alemães e tropas regulares alemãs tiveram um papel crucial. Apenas a derrota da Alemanha na Primeira Guerra Mundial dificultou o estabelecimento de uma monarquia dependente da Alemanha, sob o poder de Frederico Carlos de Hesse como Rei da Finlândia. Após a guerra, as relações entre a Alemanha e a Finlândia foram mantidas, embora a simpatia finlandesa com os Nacionais Socialistas não fosse a melhor.
Com as relações entre a União Soviética e a Finlândia tensas e congeladas - tanto os dois períodos de russificação forçada no virar do século, como o legado da rebelião socialista na Finlândia, contribuíram para uma forte desconfiança mútua. Josef Stalin temia que a Alemanha Nazi atacasse mais cedo ou mais tarde, e, que com a fronteira Soviético-Finlandesa apenas a 32 quilómetros de distância de São Petersburgo (na ocasião renomeada pelo governo comunista como Leninegrado, ou Leningrado), o território finlandês providenciaria uma excelente base para o ataque alemão - algo que Stalin tentava evitar. Em 1932, a União Soviética assinou um pacto de não agressão com a Finlândia. O acordo foi renovado em 1934 para os 10 anos seguintes.
Em abril de 1938 ou possivelmente mais cedo, a União Soviética encetou negociações diplomáticas com a Finlândia, tentando melhorar as defesas mútuas contra a Alemanha. A principal preocupação da União Soviética era que a Alemanha utilizaria a Finlândia como uma ponte para o ataque a Leninegrado, e começou a fazer exigências ao governo finlandês de grandes áreas. Mais de um ano passou sem progresso significante e a situação política na Europa piorou.
A Alemanha Nazi e a União Soviética assinaram um pacto mútuo de não agressão, o pacto Molotov-Ribbentrop, a 23 de agosto de 1939. O pacto também incluía uma cláusula secreta incluindo a divisão dos países da Europa de Leste e bálticos entre os dois países. Foi concordado que a Finlândia estaria na "esfera de influência" soviética. O ataque alemão à Polónia a 1 de setembro foi seguido 16 dias depois pela Invasão Soviética da Polónia no leste. Em apenas algumas semanas tinham dividido o país entre si.
No outono de 1939, após o ataque alemão na Polónia, a União Soviética finalmente exigiu que a Finlândia concordasse em mover a fronteira mais 25 km para além de Leninegrado, que nesta altura estava apenas a 32 quilómetros da fronteira. E também exigiu que a Finlândia emprestasse a península de Hanko à União Soviética por 30 anos para a criação de uma base naval lá. Em troca, a União Soviética oferecia uma grande parte da Carélia (com o dobro da área, mas menos desenvolvida).
Mas o governo finlandês recusou-se a seguir as exigências soviéticas. A 26 de novembro, os soviéticos simularam um bombardeamento finlandês contra Mainila, um incidente no qual a artilharia soviética bombardeou áreas perto da vila russa de Mainila, procedendo ao anúncio que um ataque de artilharia finlandesa tinha matado tropas soviéticas. A União Soviética exigiu que os finlandeses pedissem desculpas pelo incidente e movessem as suas forças 20 a 25 quilómetros da fronteira. Os finlandeses negaram qualquer responsabilidade pelo ataque e recusaram-se a seguir as indicações soviéticas. A União Soviética utilizou isto como uma desculpa para quebrar o pacto de não agressão. A 30 de novembro, as forças soviéticas atacaram com 23 divisões, totalizando 450 000 homens, que rapidamente alcançaram a Linha Mannerheim.
Um regime fantoche foi criado na vila fronteiriça finlandesa ocupada de Terijoki (hoje Zelenogorsk), a 1 de dezembro de 1939, sob a protecção da República Democrática Finlandesa e liderada por Otto Ville Kuusinen, tanto por causas diplomáticas (imediatamente tornou-se o único governo da Finlândia reconhecido pela União Soviética) como militares (esperavam que levasse os socialistas e comunistas existentes no exército finlandês a abandonarem a luta) mas não foi bem-sucedido. Esta república existiu até 12 de março de 1940, quando foi incorporada na República Socialista Soviética Carelo-Finlandesa Russa.

## A guerra

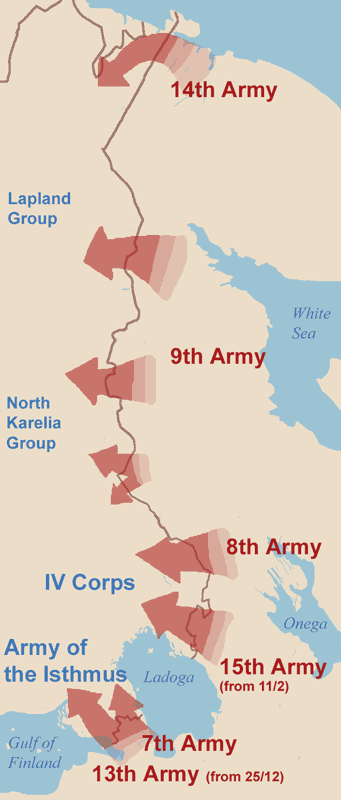
Direcções do ataque do Exército Vermelho contra as maiores formações em ambos os lados

Inicialmente a Finlândia mobilizou um exército de 180 000 homens; as tropas finlandesas mostraram ser adversários temíveis, empregando tácticas de guerrilha, tropas de esqui de rápida movimentação com camuflagem branca, e que utilizavam os seus conhecimentos locais. Uma bomba improvisada adaptada da Guerra Civil Espanhola foi utilizada com grande sucesso, e ganhou fama com o nome de coquetel molotov. As condições de inverno em 1939-1940 eram duras; as temperaturas de -40º não eram raras, e os finlandeses conseguiram utilizá-las para sua vantagem. Frequentemente, os finlandeses optavam por não atacar os soldados inimigos convencionalmente, mas em vez disso atacar as cozinhas de comida (que eram cruciais para a sobrevivência soviética) e matar tropas soviéticas que se aqueciam à volta de fogueiras.
Além disso, para surpresa de ambos os líderes soviéticos e dos finlandeses, a maioria dos socialistas finlandeses não apoiavam a invasão soviética mas lutavam lado a lado com os seus compatriotas contra o inimigo comum. Muitos finlandeses comunistas mudaram-se para a União Soviética nos anos 1930 para construir o socialismo mas apenas para acabarem como vítimas do Grande Expurgo de Stalin, que conduziu à grande desilusão e até ódio contra o regime soviético por entre os socialistas na Finlândia. Outro fator foi o avanço da sociedade finlandesa e das leis após a guerra civil que ajudaram a diminuir as diferenças entre as diferentes classes da sociedade. Esta cura parcial das feridas do pós-guerra civil na Finlândia (1918), e do conflito da língua finlandesa, são ainda referidos como o espírito da Guerra de Inverno, embora deva ser referido que muitos comunistas não eram autorizados a lutar no exército finlandês por causa dos seus ideais políticos.

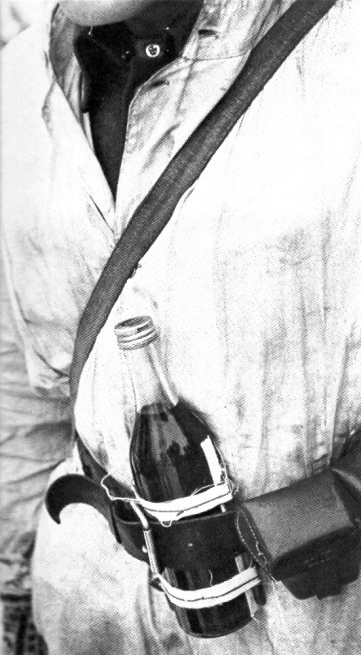
Soldado finlandês com um coquetel molotov durante a Guerra de Inverno

Os atacantes não estavam à espera de grande luta por parte dos finlandeses e começaram até a invasão com bandas a marchar antecipando uma vitória rápida. Registos históricos contam que os soldados russos avançavam no início em direcção às linhas finlandesas de braços dados, cantando hinos soviéticos. Devido aos expurgos de Stalin, os comandantes do Exército Vermelho tinham tido 80% das suas perdas durante o tempo de paz. Estes eram frequentemente substituídos por pessoas menos competentes mas mais "leais" aos seus superiores, desde que Stalin tinha supervisionado os seus comandantes com comissários ou oficiais políticos. Tácticas que eram obsoletas já no tempo da Primeira Guerra Mundial eram empregues, com a obrigação de serem seguidas ao detalhe. Muitas tropas soviéticas foram simplesmente perdidas devido ao seu comandante se recusar a retirar ou estar impedido de o fazer, pelos seus superiores.
O exército soviético estava mal preparado para a guerra durante o inverno, particularmente em florestas, e utilizava veículos motorizados extremamente vulneráveis. Estes veículos eram mantidos a trabalhar 24 horas por dia de modo ao seu combustível não congelar, mas continuaram a haver registos de motores a quebrar e de falta de combustível. Uma das perdas mais marcantes na história militar é o tão chamado Incidente de Raatteentie, durante a Batalha de Suomussalmi. A 44.ª Divisão de Infantaria Soviética (de 25 mil soldados) foi completamente destruída após marchar numa rua estreita de uma floresta até a uma armadilha da unidade finlandesa Osasto Kontula (de 300 homens). Esta pequena unidade parou o avanço da Divisão Soviética, enquanto o coronel finlandês Siilasvuo e a sua 9.ª Divisão (de 6 mil homens) cortou a rota de retirada soviética, dividindo a força inimiga em unidades menores, destruindo unidade por unidade. Em adição, as tropas finlandesas tomaram 43 carros de combate, 71 canhões de artilharia e de defesa antiaérea, 29 canhões anticarro, VBTPs, tratores, 260 camiões, 1170 cavalos, armas de infantaria, munição, material de comunicações, medicamentos e botas de inverno.

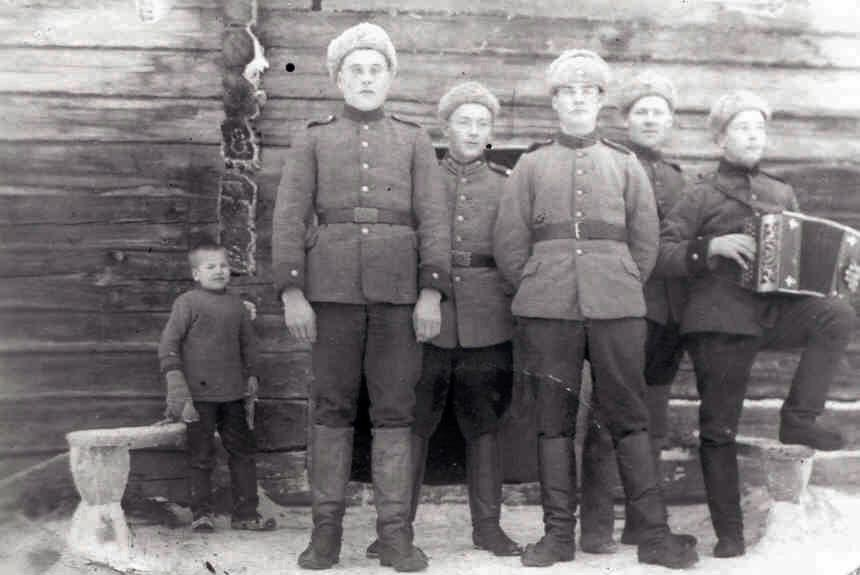
Soldados finlandeses

A Finlândia tinha uma força de 130 mil homens de 500 canhões no istmo da Carélia, o principal teatro da guerra, e os soviéticos atacaram com 200 mil homens e 900 canhões. Os soviéticos enviaram mil carros de combate para a frente, mas foram mal utilizados e sofreram grandes perdas.
A falta de equipamento finlandês também era um problema. No início da guerra, apenas os soldados que tinham recebido treino básico tinham uniformes e armas. O resto dos soldados tinha de fazer a sua própria roupa e uma insígnia semelhante era depois adicionada. Estes uniformes recebiam a alcunha de Modelo Cajander, segundo o nome do primeiro-ministro Aimo Cajander. Os finlandeses aliviavam a sua falta de equipamento fazendo uma utilização intensiva de equipamento, armas e munições capturadas ao inimigo. Por sorte, o exército não tinha alterado o calibre das suas armas após a independência e conseguia assim utilizar a munição soviética. Ironicamente, o envio de soldados mal treinados conduziu as tropas soviéticas directamente para as mãos dos finlandeses, permitindo a ampla oportunidade mais tarde de capturar o equipamento.

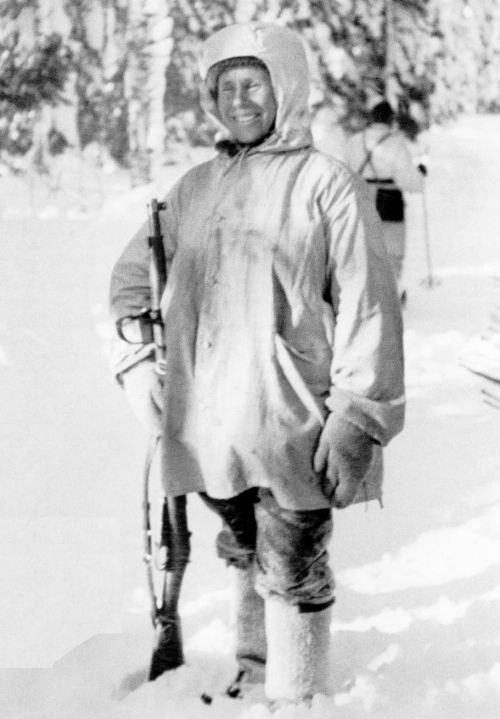
Simo Häyhä (1905–2002) soldado finlandês e o maior franco-atirador da história, autor de mais de 500 mortes confirmadas durante sua carreira militar

Dois outros factos devem ser mencionados. Devido à sua opinião e decisão de Stalin que os soldados russos da área fronteiriça com a Finlândia não eram de confiança para lutar contra os finlandeses, devido a uma história comum, o vasto número de soldados do Exército Vermelho eram recrutados das regiões do sul da União Soviética. Estes soldados do Exército Vermelho das regiões do sul não tinham absolutamente qualquer experiência com as condições do inverno do Árctico e virtualmente qualquer habilidade para sobrevivência na floresta, quanto mais experiência de combate. As tropas finlandesas tinham a sua própria roupa de inverno, e tinham vivido maior parte da sua vida na floresta, pois uma maioria dos finlandeses eram trabalhadores rurais até aos anos 1950. O tempo durante a Guerra de Inverno foi um dos três piores invernos registados na Finlândia.
A guerra aérea durante a Guerra de Inverno viu a formação inovadora finlandesa, "quatro dedos", de combate aéreo (quatro aviões, divididos em duas unidades de dois aviões, uma unidade a voar a baixa e a outra a alta altitude, cada avião combatia independentemente dos outros mas apoiava o seu colega-de-asa em combate) esta não era apenas superior à táctica russa de três caças em formação delta, mas como também foi mais tarde adoptada pelas maiores potências combatentes na guerra durante a Segunda Guerra Mundial, sendo inclusive actualmente ainda utilizada. Esta formação "quatro dedos" contribuiu para a incapacidade de os bombardeiros russos infligirem danos sequenciais contra posições finlandesas, cidades e reservas.

## Apoio estrangeiro

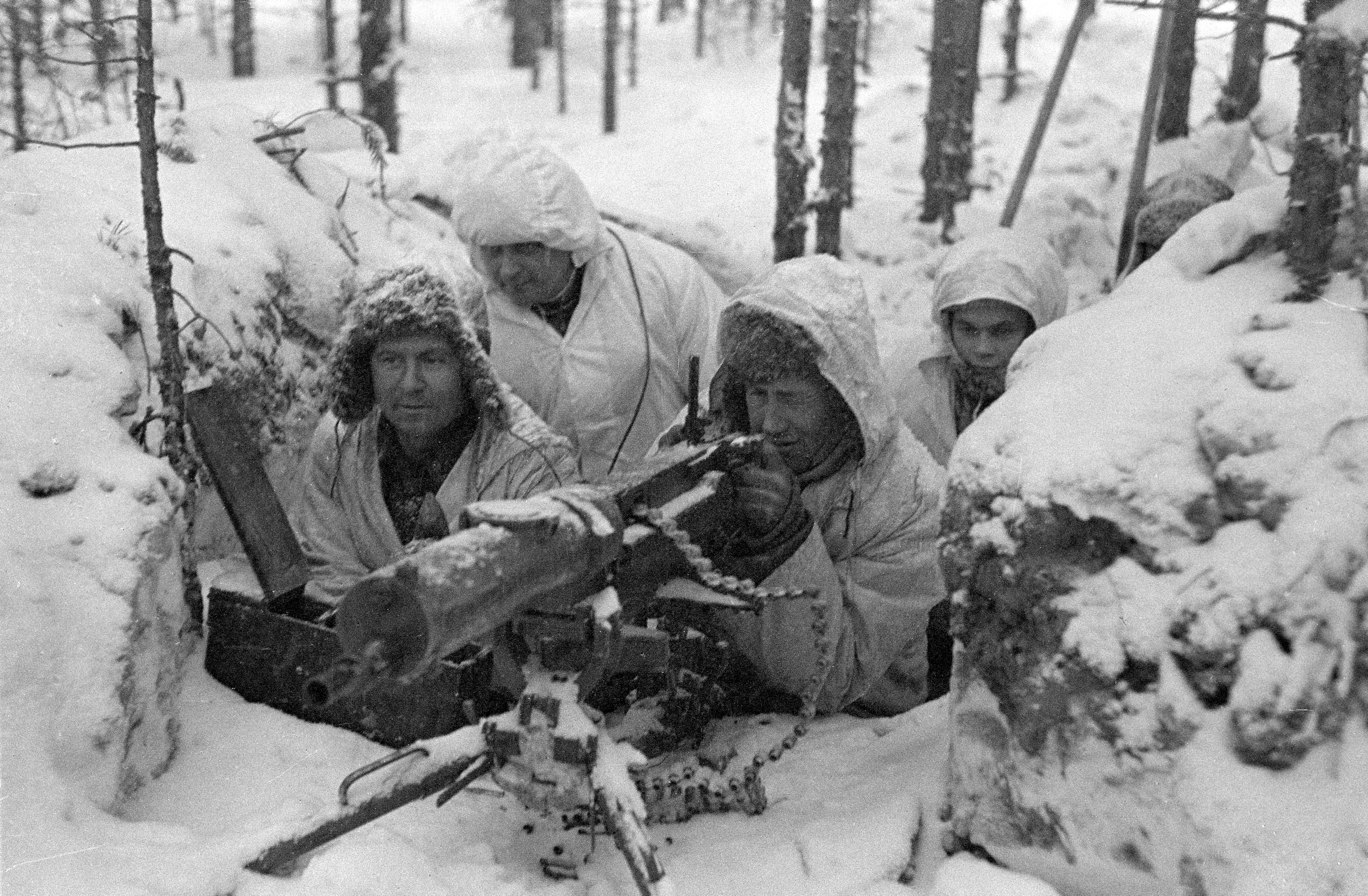
Soldados finlandeses em combate

O mundo exprimiu um grande apoio à causa finlandesa. A Guerra Mundial não tinha realmente ainda começado e era vista pelo público como uma Guerra Falsa; nesta altura a Guerra de Inverno era a única luta real ao lado da invasão alemã e soviética da Polónia, e por isso um maior foco do interesse mundial. A agressão soviética era geralmente vista como totalmente injustificada. Várias organizações estrangeiras enviaram material de ajuda, tais como medicamentos. Vários imigrantes finlandeses nos Estados Unidos e no Canadá voltaram a casa, e vários voluntários (um deles que seria mais tarde o actor Christopher Lee) viajaram para a Finlândia e entraram nas forças armadas finlandesas: 1 010 dinamarqueses, 895 noruegueses, 346 finlandeses expatriados, e 210 voluntários de outras nacionalidades conseguiram chegar à Finlândia antes que a guerra terminasse.
A Suécia, que se tinha declarado como não beligerante em vez de país neutro (como na guerra entre a Alemanha Nazi e as Potências Ocidentais) contribuiu com materiais militares, dinheiro, créditos, e ajuda humanitária e com alguns 8 400 suecos voluntários preparados para combater pela Finlândia. Talvez a mais significante tenha sido a Força Aérea Voluntária Sueca, em acção desde 7 de janeiro, com 12 caças, 5 bombardeiros, e outros 8 aviões, sendo um terço da força aérea sueca naquela altura. Pilotos e mecânicos voluntários tinham sido chamados. O aviador de renome Conde Carl Gustav von Rosen, parente de Hermann Göring, voluntariou-se independentemente.
O Corpo Voluntário Sueco, com 8 402 homens na Finlândia, começou a render cinco batalhões finlandeses em Märkäjärvi em Fevereiro. Juntamente com os três batalhões finlandeses que ficaram, os corpos prepararam-se para um ataque de duas divisões soviéticas em Março. 33 homens morreram na acção, entre eles o comandante da primeira unidade rendida, o Tenente-Coronel Magnus Dyrssen.
O próprio Benito Mussolini decidiu ajudar a Finlândia, enviou cerca de 100 mil rifles e 35 caças Fiat G.50, que só não chegaram a tempo porque os alemães proibiram o trânsito de material militar para a Finlândia sobre o seu território e sobre o território polonês ocupado. A França também enviou milhares de rifles, munição, algumas dezenas de Morane-Saulnier M.S.406. Os britânicos por sua vez venderam a prazo algumas dúzias de caças Gloster Gladiator.

## Planos franco-britânicos para um teatro Escandinavo
Dentro de um mês, a liderança soviética começou a considerar abandonar a operação, mas o governo finlandês tinha sido já abordado com uma proposta preliminar (através do governo Sueco) a 29 de janeiro. Até esta altura, a Finlândia lutava apenas pela sua existência. Quando rumores chegaram aos governos de Paris e de Londres, os incentivos para apoio militar mudaram dramaticamente. Agora a Finlândia combatia apenas para manter o mais possível do seu território perto de Leninegrado. Mas claro que o público não podia saber nada sobre isto — fosse na Finlândia, ou mundialmente. Para opinião pública, a luta da Finlândia continuava a ser uma luta pela vida e pela morte.
Em fevereiro de 1940 os Aliados ofereceram ajuda: O plano Aliado, aprovado a 5 de Fevereiro pelo Alto Comando Aliado, consistia em 100 000 soldados britânicos e 35 000 franceses que desembarcariam no porto norueguês de Narvik e que apoiariam a Finlândia através da Suécia enquanto asseguravam as rotas de suporte ao longo do caminho. O plano tinha sido aceite para ser lançado a 20 de março sob a condição que os finlandeses pedissem ajuda. A 2 de março, direitos de trânsito foram oficialmente requisitados aos governos da Noruega e da Suécia. Era esperado que isto trouxesse eventualmente estes dois países nórdicos neutros, Noruega e Suécia, para o lado dos Aliados - reforçando as suas posições contra a Alemanha, embora Hitler tivesse em Dezembro declarado ao governo sueco que tropas ocidentais em terra sueca provocariam imediatamente uma invasão alemã, que praticamente significava que a Alemanha Nazista tomaria a parte sul da Escandinávia enquanto a França e a Inglaterra combateriam no longínquo norte.
O governo sueco, liderado pelo primeiro-ministro Per Albin Hansson, recusou permitir o trânsito de tropas estrangeiras através de território sueco. Embora a Suécia não se tivesse declarado neutra em relação à Guerra de Inverno, ela era neutra na guerra entre a França e a Inglaterra num lado e a Alemanha no outro.
O gabinete sueco também decidiu recusar os pedidos repetidos dos finlandeses para tropas suecas regulares serem enviadas para a Finlândia, e no fim os suecos também tornaram claro que o seu apoio em armas e munições não poderia ser mantido por muito mais tempo.
Diplomaticamente, a Finlândia estava dependente entre as promessas Aliadas para uma guerra prolongada e dos medos escandinavos de uma guerra contínua se espalhar aos países vizinhos (ou os refugiados que resultariam de uma potencial derrota finlandesa). Também de Wilhelmstraße chegaram conselhos distintos para paz e concessões - as concessões poderiam sempre ser mais tarde emendadas.
Enquanto Berlim e Estocolmo aplicavam pressão sobre Helsínquia para aceitar um tratado de paz sob más condições, Paris e Londres tinham o objectivo oposto. De tempo em tempo, diferentes planos e números eram apresentados aos finlandeses. Para começar, a França e a Inglaterra prometeram enviar 20 mil homens que chegariam em finais de fevereiro, embora sob a condição que a caminho da Finlândia seria dada a oportunidade de ocupar o norte da Escandinávia.
No final de fevereiro, o comandante supremo da Finlândia, Mannerheim, estava pessimista quanto à situação militar, sendo por isso que o governo decidiu a 29 de fevereiro começar negociações de paz. Nesse mesmo dia, os soviéticos começaram um ataque contra Viipuri.
Quando a França e a Inglaterra verificaram que a Finlândia estava seriamente a considerar um tratado de paz, fizeram uma nova oferta de ajuda: 50 mil homens seriam enviados, se a Finlândia pedisse ajuda antes de 12 de março. Mas na verdade, apenas 30 mil homens destes 50 mil seriam destinados para a Finlândia. A intenção era utilizar o resto para segurar docas, estradas e minas de ferro ao longo do caminho.
Mau-grado as reduzidas forças que chegariam à Finlândia, a informação sobre os planos de ajuda chegou à União Soviética e contribuiu fortemente na decisão dos soviéticos de assinar um armistício para terminar a guerra. É plausível que sem a ameaça da intervenção dos aliados, nada teria impedido os soviéticos de conquistar toda a Finlândia com a sua reserva de homens que parecia infinita.

## Armistício
Pelo final do inverno tinha-se tornado claro que os russos já estavam suficientemente fartos da situação, e os representantes alemães sugeriram que a Finlândia deveria negociar com a União Soviética. As baixas russas tinham sido enormes e a situação era fonte de um embaraço político para o regime soviético. Com a Primavera a chegar, as forças russas viam-se a ficar paralisadas nas florestas, e um esboço de acordo de paz foi apresentado à Finlândia a 12 de fevereiro. Não só os alemães estavam à espera do fim da guerra, mas também os suecos, que temiam o colapso da Finlândia. Enquanto o gabinete finlandês hesitava em face às condições duras soviéticas, o rei sueco Gustaf V fez um anúncio público, no qual confirmava que tinha recusado o pedido finlandês de apoio de tropas regulares suecas.
Pelo final de fevereiro, os finlandeses tinham consumido os seus fornecimentos de munições. Adicionalmente a União Soviética tinha finalmente sido bem-sucedida em quebrar a Linha Mannerheim, anteriormente impenetrável.
Finalmente a 29 de fevereiro de 1940, o governo finlandês tinha concordado em começar as negociações. A 5 de março, o exército soviético tinha avançado de 10 a 15 quilómetros de lá da Linha Mannerheim e tinha entrado nos subúrbios de Viipuri.

## Paz de Moscou

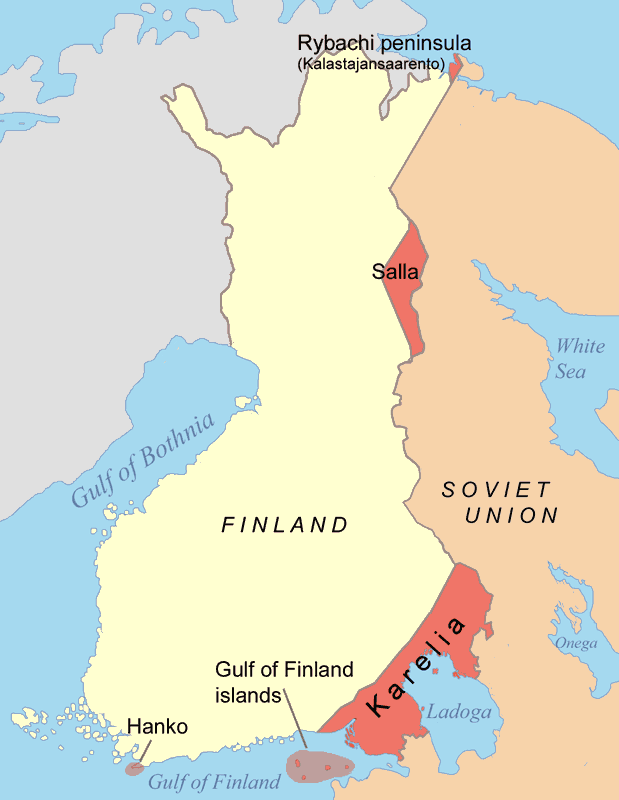
Guerra de Inverno: Concessões finlandesas

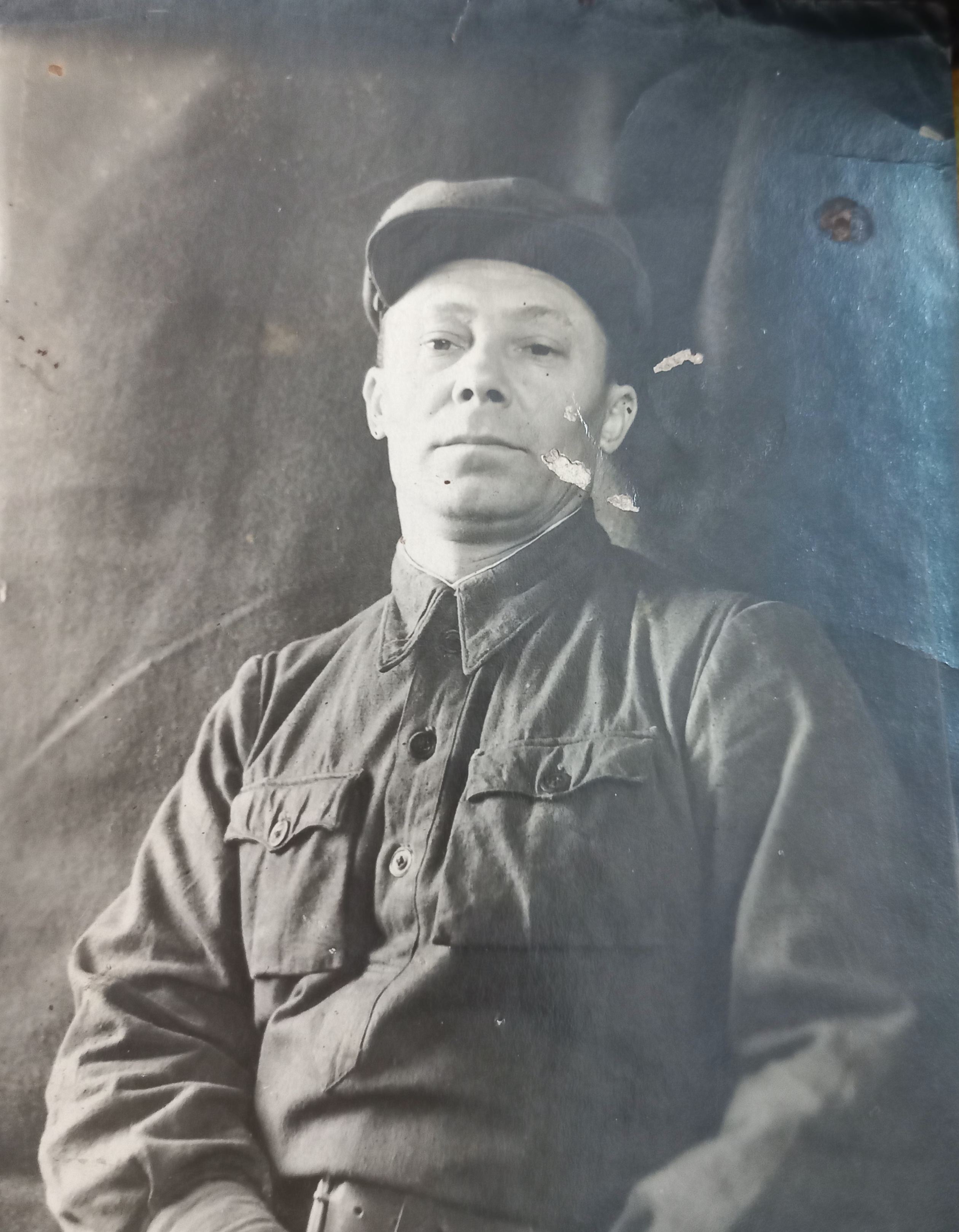
Panas Kravtsov, um soldado do Exército Vermelho, um dos participantes da guerra reprimidos na URSS

No Tratado de Paz de Moscovo de 12 de março, a Finlândia foi forçada a ceder a parte finlandesa de Carélia. O território incluía a cidade de Viipuri (a segunda maior cidade do país), muito do território industrializado da Finlândia, e partes significantes ainda protegidas pelo exército finlandês: quase 10% do pré-guerra finlandês. Cerca de 442 000 carelianos, 12% da população da Finlândia, perderam as suas casas. Militares e civis foram rapidamente evacuados devido aos termos do tratado, e apenas alguns civis escolheram ficar sob a governação soviética.
A Finlândia teve também de ceder uma parte da área de Salla, península de Kalastajansaarento no mar de Barents e quatro ilhas no golfo da Finlândia. A península de Hanko foi também emprestada à União Soviética como uma base militar por 30 anos.
Os termos de paz foram duros para a Finlândia, ainda mais porque os soviéticos receberam a cidade de Viipuri, além das suas exigências pré-guerra. Nem a simpatia por parte da Liga das Nações, aliados ocidentais e dos suecos em particular parece ter sido de grande ajuda aos finlandeses.
Apenas um ano mais tarde as hostilidades continuaram na Guerra da Continuação.

## Principais batalhas
- Batalha de Suomussalmi, (8 de dezembro de 1939 - 7 de janeiro de 1940)
- Batalha de Tolvajärvi, (12 de dezembro de 1939)
- Batalha de Honkaniemi, (26 de fevereiro 1940)
- Batalha de Kollaa, (7 de dezembro - 13 de março de 1940)